# Mycena seynesii
Mycena seynesii är en svampart som beskrevs av Quél. 1877. Mycena seynesii ingår i släktet Mycena och familjen Mycenaceae.   Inga underarter finns listade i Catalogue of Life.

## Bildgalleri

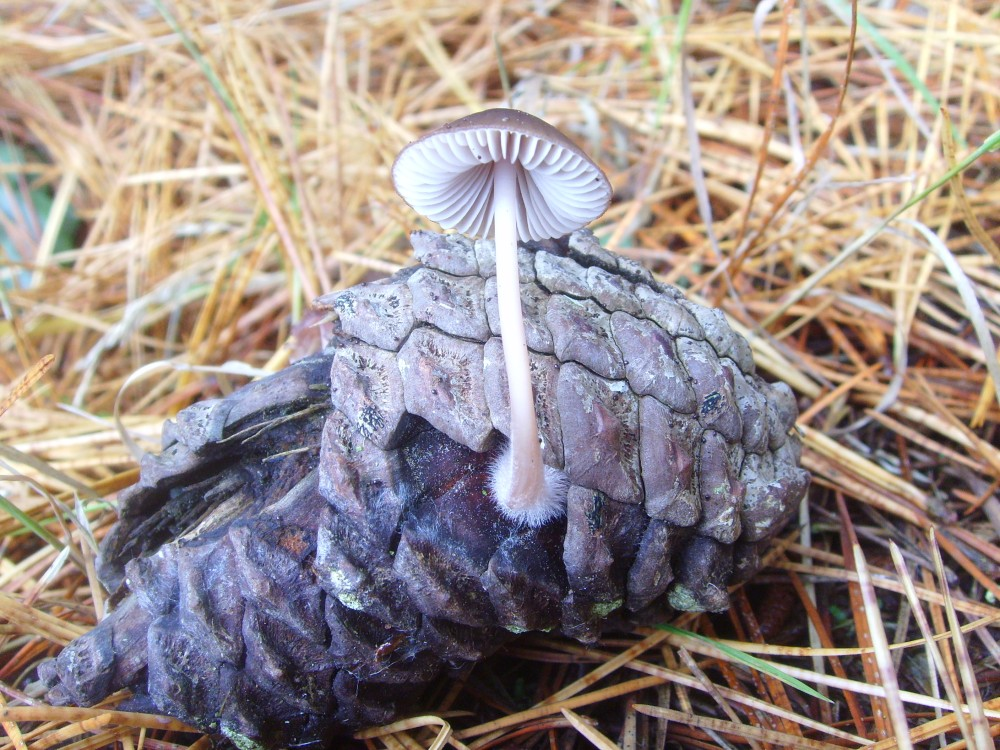